# Kungsladugårdsskolan

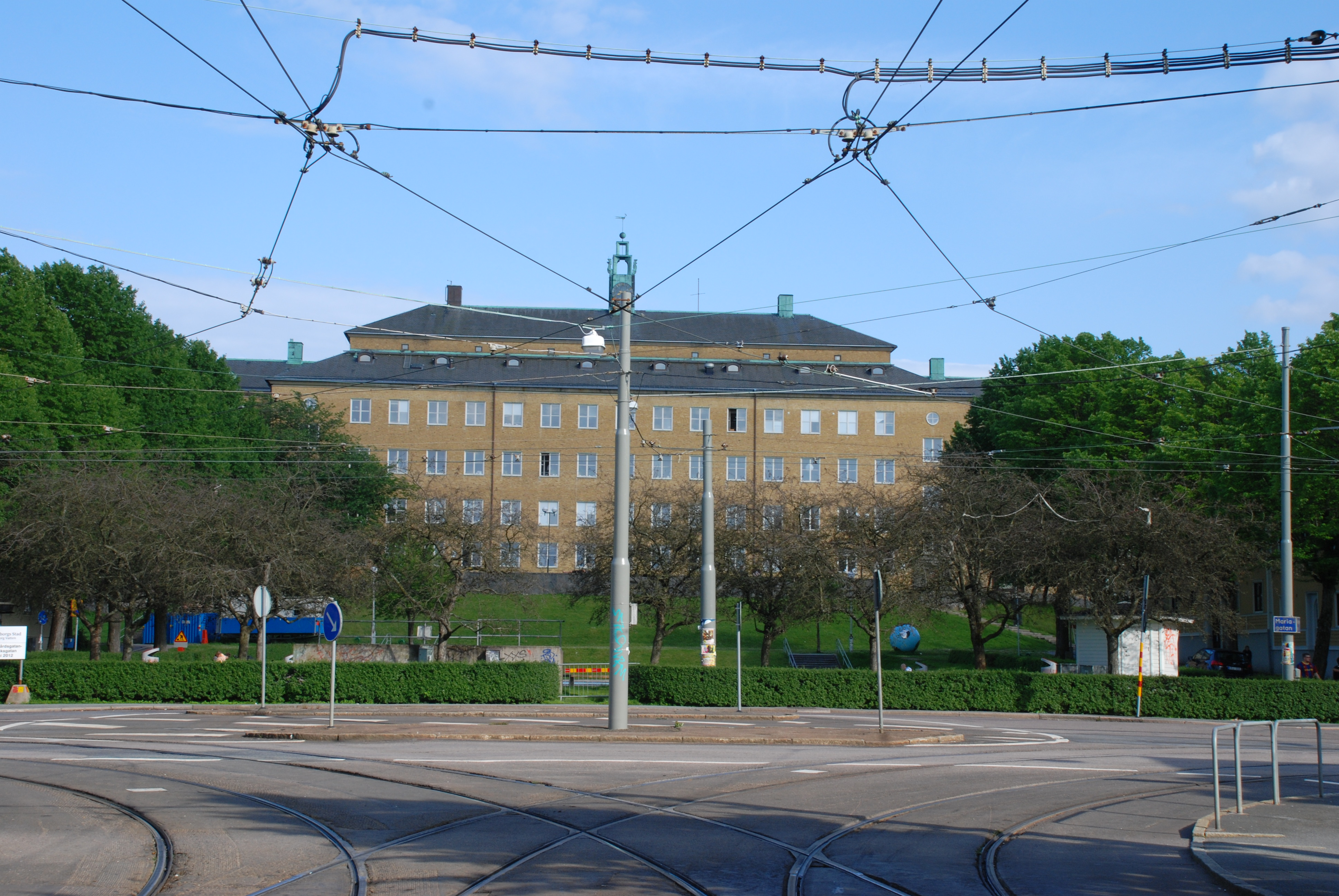
Kungsladugårdsskolan vid Älvsborgsplan.

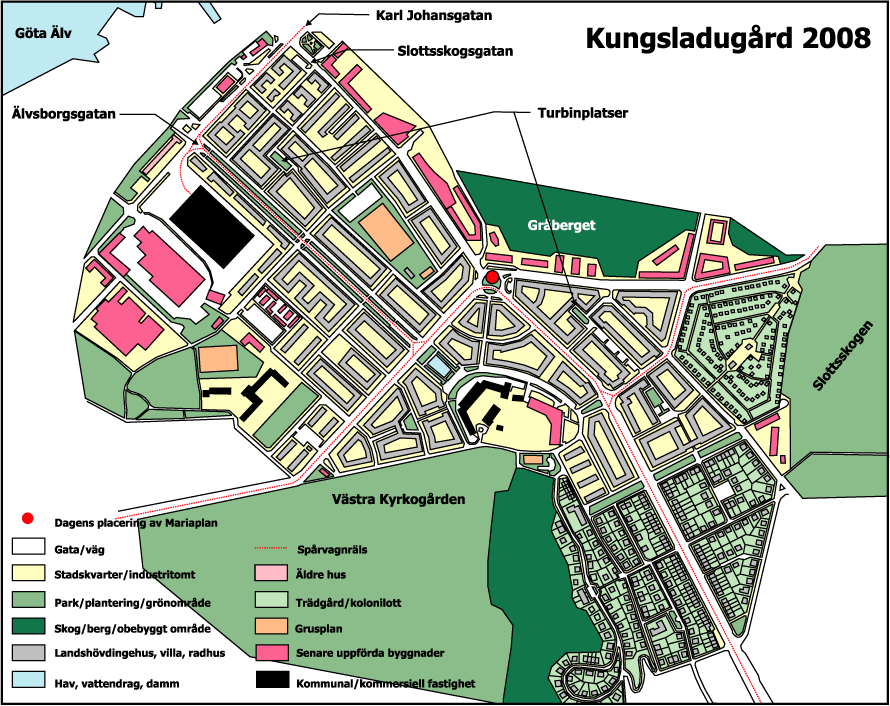
På denna karta över Kungsladugård syns Kungsladugårdsskolan i mitten.

Kungsladugårdsskolan är en skola i stadsdelen Kungsladugård i Göteborg. Skolan ritades 1930 av arkitekten Ragnar Ossian Swensson och stod klar för användning redan hösten 1932.

## Arkitektur
Den monumentala byggnaden ligger på en höjd ovanför Älvsborgsplan, med den grunda bassängen Plaskis nedanför. Dammen anlades samtidigt som skolan och finns även med på R.O. Swenssons skisser. Skolan fungerar som fondbyggnad för Älvsborgsgatan och byggnadens huvudfasad är också vänd mot denna gata. Placeringen utgår ifrån en stadsplan uppgjord av Albert Lilienberg 1916. Skolgården ligger på andra sidan byggnaden och inramas av två flygelbyggnader som ansluter huvudbyggnaden i en trubbig vinkel. Formspråket är främst präglat av tjugotalsklassicismen, men den sparsmakat dekorerade fasaden tillsammans med de tydliga formerna pekar också mot funktionalismen.
Fasaden är murad i gult tegel. De båda flygelbyggnaderna har sadeltak medan huvudbyggnaden har ett framträdande takparti med förhöjt mittparti där byggnadens mittaxel accentueras av en takryttare med skolklocka. Gårdssidans fasad är något mer dekorerad. Bland annat finns här murade halvmåneformade reliefer med lejon ovanför de två huvudingångarna som är placerade i de båda hörnen av huvudbyggnaden. Det förhöjda taket är framdraget till fasadlivet och de översta fönstren är högre än övriga och rundade upptill. Bakom dessa fönster ligger skolans aula, som benämndes "Högtidssalen" när skolan ritades, och detta koncept var något nytt för folkskolorna i Göteborg. Aulan ritades i art deco-stil och i ena kortända finns idag en scen och bakom den en stor fondmålning.

## Verksamhet
Även om skolverksamheten drog igång till höstterminen 1932 invigdes skolan officiellt först den 9 december 1932. Skolan hade då cirka 1700 elever. I och med att Göteborg fick en statlig lärarhögskola 1962 så blev högstadiet på Kungsladugårdsskolan lärarutbildningens försöksskola. Idag har Kungsladugårdsskolan cirka 600 elever från förskoleklass till årskurs 6, samt grundsärskola årskurs 1-6.